# Kalocsa
Kalocsa (autrefois en français Colocza) est une ville du comitat de Bács-Kiskun, en Hongrie.

## Géographie
Elle est située sur la rive gauche du Danube, à 68 km au sud-ouest de Kecskemét et à 109 km au sud de Budapest.

## Histoire
Siège de l'un des deux archevêchés créés au début du XIe siècle par le roi Étienne Ier de Hongrie, la ville connut son apogée au XVe siècle avant d'être totalement incendiée pendant l'occupation ottomane. Sa cathédrale baroque date de 1770.

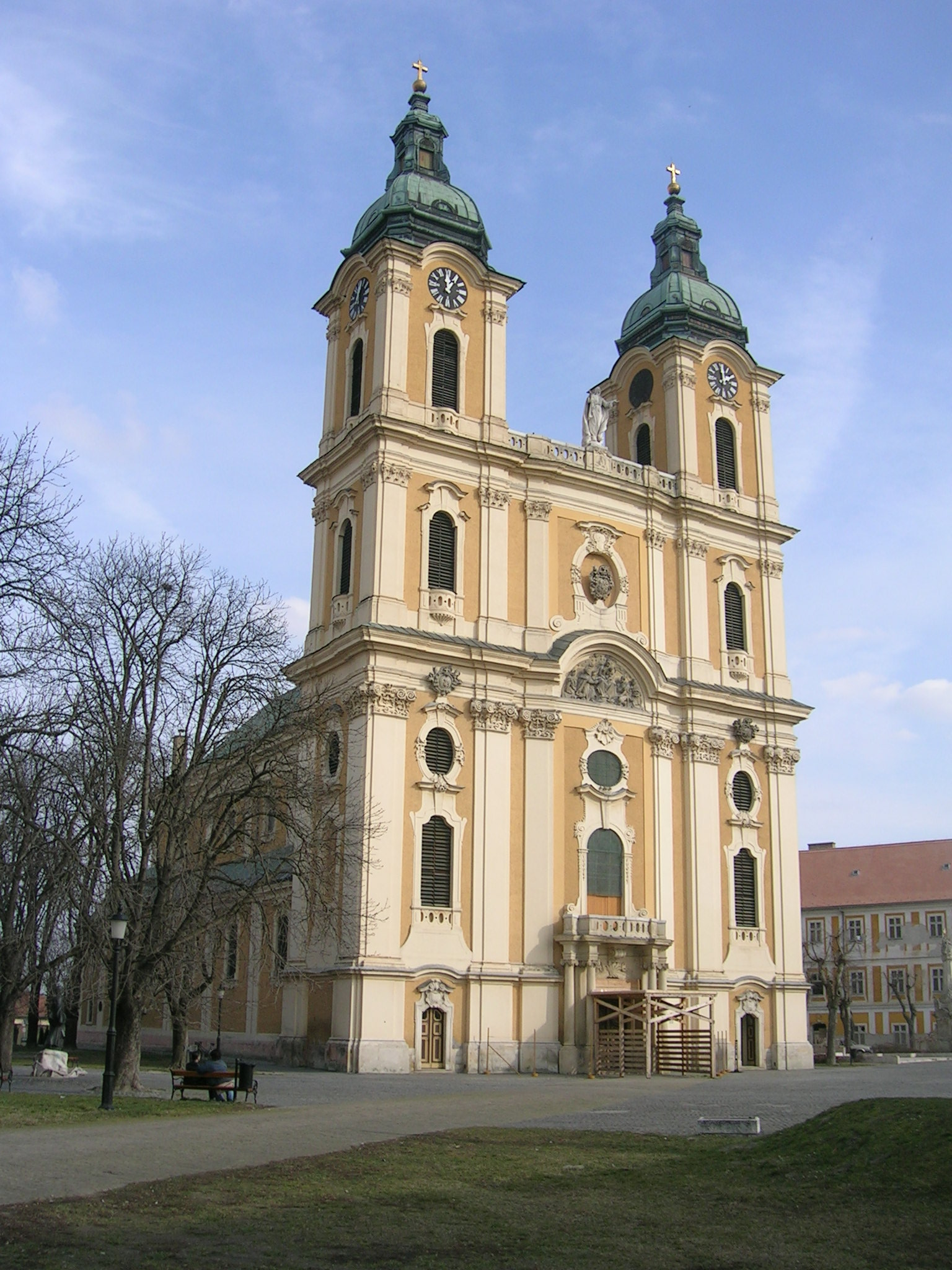
La cathédrale de Kalocsa

Aujourd'hui Kalocsa est une petite ville, célèbre pour son paprika. Elle possède d'ailleurs un musée du paprika.

## Population
Recensements ou estimations de la population :
| 1870  | 1880  | 1890   | 1900   | 1910   |
| ----- | ----- | ------ | ------ | ------ |
| 9 504 | 9 116 | 10 788 | 11 398 | 11 769 |

| 1920   | 1930   | 1941   | 1949   | 1960   |
| ------ | ------ | ------ | ------ | ------ |
| 12 369 | 11 930 | 12 389 | 11 577 | 13 663 |

| 1970   | 1980   | 1990   | 2001   | 2011   |
| ------ | ------ | ------ | ------ | ------ |
| 16 117 | 18 668 | 18 350 | 18 512 | 17 165 |

## Jumelages
La ville de Kalocsa est jumelée avec:
- Altino (Italie)
- Bethléem (Palestine) depuis le 15 décembre 2010
- Kirchheim unter Teck (Allemagne) depuis le 5 mai 1990
- Kula (Serbie) depuis le 25 juin 2010
- Shenzhen (Chine)
- Cristuru Secuiesc (Roumanie) depuis le 3 novembre 2000
- Totana (Espagne) depuis le 14 juillet 2005